# John Eldridge, Jr.
John Eldridge Jr. (10 de outubro de 1903 – 2 de novembro de 1942) foi um oficial da Marinha dos Estados Unidos que recebeu a Navy Cross postumamente por seu papel na invasão dos Estados Unidos às Ilhas Salomão, durante a Segunda Guerra Mundial.

## Biografia
Eldridge nasceu no Condado de Buckingham, Virgínia, e se formou na Academia Naval dos Estados Unidos em 1927.  Após o treinamento de voo em Pensacola, Flórida, serviu em várias estações em funções ligadas à aviação. A partir de 11 de setembro de 1941, ele se tornou capitão de fragata do Scouting Squadron 71, ligado ao USS Wasp (CV-7). Capitão de corveta Eldridge foi morto em ação nas Ilhas Salomão em 2 de novembro de 1942. Por seu heroísmo  em conduzir o ataque aéreo sobre as posições japonesas na invasão inicial das Ilhas Salomão, nos dias 7 e 8 de agosto de 1942, ele recebeu postumamente a Cruz da Marinha.
O destróier de escolta USS Eldridge (DE-173) foi nomeado em sua honra.